# Siobhan Leachman
Siobhan Leachman es una científica, de Nueva Zelanda, defensora del conocimiento abierto y wikipedista cuyo trabajo se centra en la historia natural.
Leachman es abogada y se describe a sí misma como una "madre de dos hijos que se queda en casa". Aburrida después de que sus hijos comenzaran a asistir al jardín de infantes, comenzó su trabajo voluntario por instigación de su hermana gemela Victoria Leachman (Jefa de acceso a colecciones en Te Papa) con el Centro de Transcripción Smithsonian, transcribiendo diarios y campo revistas como las de Vernon y Florence Bailey y categorización de colecciones de abejorros de Arthur Wilson Stelfox . Ella pasó a proyectos de voluntariado con la Biblioteca del Patrimonio de la Biodiversidad, Zooniverse, el Museo Australiano y el Herbario Virtual de Nueva Zelanda. 
En el año 2014, alentada por el Smithsonian Transcription Center, comenzó a trabajar en Wikipedia; su primer artículo, sobre la botánica y coleccionista Charlotte Cortlandt Ellis, fue rápidamente marcado para su eliminación. Pasó al menos dos horas al día en Wikipedia, Wikimedia Commons, Wikidata, e iNaturalist, y organizó varios eventos de voluntariado con el wikipedista Mike Dickison. Su trabajo en Wikipedia se centró en las mujeres en la ciencia, los coleccionistas científicos desatendidos y las polillas endémicas de Nueva Zelanda. Inspirada por Ahi Pepe Mothnet, su proyecto para crear artículos sobre las 1800 especies de polillas endémicas de Nueva Zelanda se basa en imágenes con licencia abierta de iNaturalist, el Museo de Auckland y la Colección de artrópodos de Nueva Zelanda . Ha sido defensora de las licencias abiertas para colecciones digitales de museos e instituciones culturales. También ha trabajado en la creación de entradas de Wikidata y artículos de Wikipedia para ilustradoras científicas en la colección de la Biblioteca del Patrimonio de la Biodiversidad.

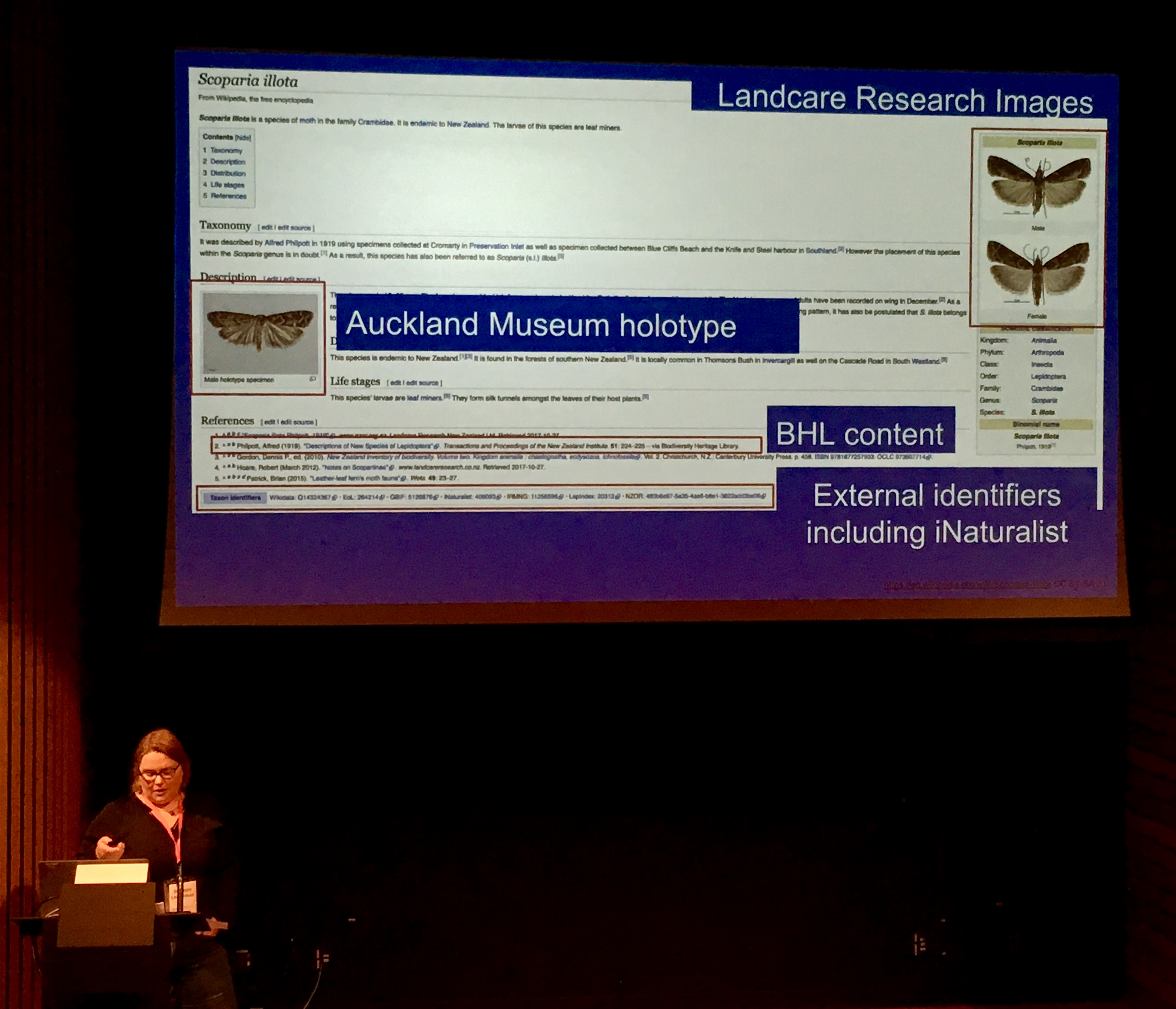
Leachman Presentando en su proyecto para describir Nueva Zelanda polillas endémicas en WikiCite 2018

Leachman ha presentado en VALA, Foro Digital Nacional de Nueva Zelanda, y WikiDataCon. El Smithsonian la invitó a participar en el panel "Construya la comunidad de crowdsourcing de sus sueños" en SXSW en 2016. En 2018 recibió una beca de viaje para presentarse en la conferencia WikiCite en Berkeley, donde habló sobre las dificultades de encontrar metadatos en la literatura histórica sobre biodiversidad. En 2019, en Biodiversity Next en Leiden, habló sobre el uso de Bloodhound Tracker (ahora Bionomia) para vincular los datos de muestras de museos con los recolectores.
En 2019, el Auckland Museum nombró a Leachman como compañera del Auckland War Memorial Museum en reconocimiento a su trabajo con sus imágenes de colección digital con licencia abierta.
En 2023 fue condecorada con el Wikimedia Laureate award.

## Obras
- Waagmeester, Andra; Mietchen, Daniel; Leachman, Siobhan; Groom, Quentin (2019). «Using Crowd-curation to Improve Taxon Annotations on the Wikimedia Infrastructure». Biodiversity Information Science and Standards 3: e35216. doi:10.3897/biss.3.35216.
- Leachman, Siobhan (18 de junio de 2019). «Wikimedia Projects and Citizen Science». Biodiversity Information Science and Standards 3: e34722. doi:10.3897/biss.3.34722.
- Leachman, Siobhan (17 de mayo de 2018). «How A Citizen Scientist Can Reuse & Link Biodiversity Heritage Library Data». Biodiversity Information Science and Standards 2: e25298. doi:10.3897/biss.2.25298.
- Ferriter, Meghan; Rosenfeld, Christine; Boomer, Dana; Burgess, Carla; Leachman, Siobhan; Leachman, Victoria; Moses, Heidi; Pickering, Felicia et al. (2016). «Crowdsourcing as Practice and Method in the Smithsonian Transcription Center». Collections (en inglés) 12 (2): 207-225. doi:10.1177/155019061601200213.